# Pantaleon (Heiliger)

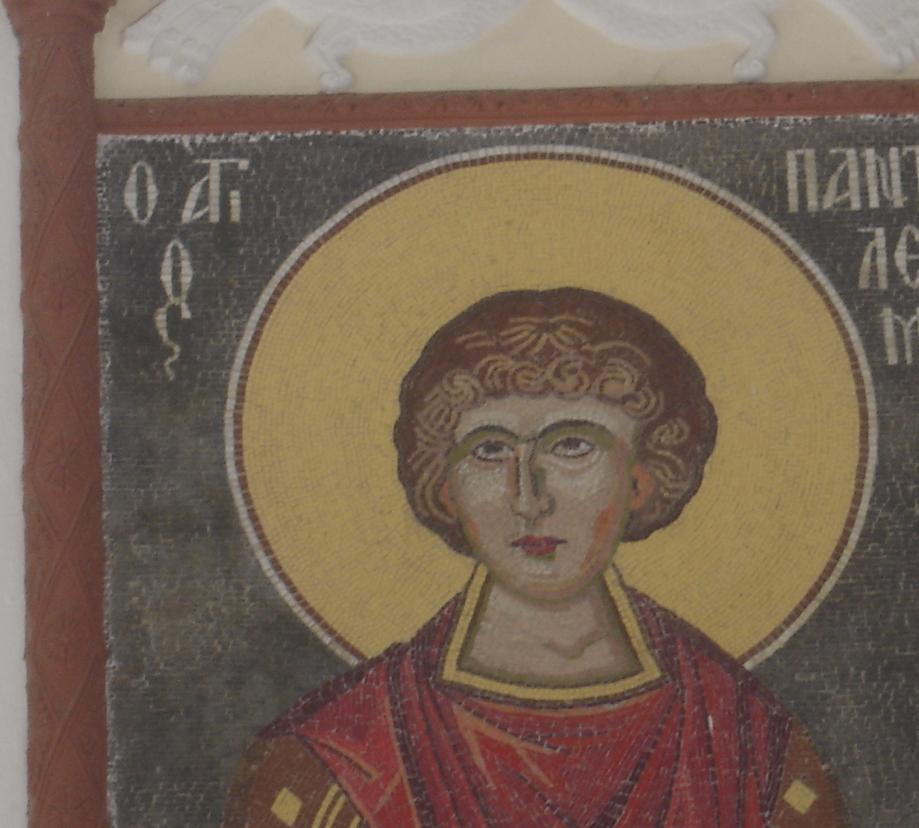
Darstellung des heiligen Pantaleon auf einem Mosaik einer Kirche in Korinos (Griechenland).

Pantaleon oder Panteleimon (* Mitte des 3. Jahrhunderts in Nikomedia; † ca. 305) ist ein frühchristlicher Märtyrer und Heiliger. Er gehört zu den Vierzehn Nothelfern und ist der Patron der Ärzte und Hebammen. Ursprünglich hieß er altgriechisch Πανταλέων Pantaléōn, deutsch ‚ganzer Löwe‘ (von altgriechisch πάντα pánta, deutsch ‚alles‘ und altgriechisch λέων léōn, deutsch ‚Löwe‘). Der Name altgriechisch Παντελεήμων Panteleēmon, deutsch ‚der ganz Barmherzige, Allerbarmer‘ (von altgriechisch ἐλεεῖν eleeīn, deutsch ‚Erbarmen haben, heilen‘, vgl. Kyrie eleison) wurde dem Gemarterten der Überlieferung nach von Gott verliehen. Sein Gedenktag ist der 27. Juli.

## Leben
Der Legende nach war Pantaleon der Sohn einer Christin und eines Heiden. Er wurde von Euphrosynus, dem Leibarzt des Kaisers Maximian, in der Heilkunst unterwiesen. Doch auch der Presbyter Hermolaus nahm sich des jungen Pantaleon an und führte ihn zum christlichen Glauben. Nachdem es ihm gelungen war, ein durch einen Schlangenbiss zu Tode gekommenes Kind durch das Gebet wiederzuerwecken, ließ er sich schließlich von dem Alten taufen. Als er darauf einen Blinden unter Anrufung Jesu Christi wieder sehend machte, war auch sein Vater bekehrt.
Pantaleon wurde vom Kaiser zu seinem Leibarzt ernannt. Aber andere Ärzte, die neidisch auf ihn waren, da er Menschen kraft seines Glaubens heilte, denunzierten ihn bei dem Herrscher als einen, der den Christengott verehre. Maximian beredete Pantaleon nun, wieder den alten Göttern zu opfern. Doch dieser schlug vor, ihm einen Kranken zu bringen, bei dem alle Heilkunst bisher versagt hat, damit er an ihm die Wahrheit zeige. Man holte einen Lahmen herbei und Pantaleon brachte ihn im Namen Christi zum Gehen. Daraufhin befahl der Kaiser, Pantaleon zu martern. Doch der widerstand den Nägeln, mit denen man ihn zerfleischte, dem Feuer, mit dem man ihn brannte und dem flüssigen Blei, in das man ihn tauchte. Auch dass er, auf ein Rad geflochten, einen Berg hinabrollen musste, konnte ihm nichts anhaben. Und die wilden Tiere, die ihn zerreißen sollten, wurden zahm. Endlich rief der Kaiser die Soldaten, Pantaleon zu enthaupten. Bevor sie diesen aber töteten, bat er den Herrn – die Hände waren ihm auf den Kopf genagelt –, seinen Mördern zu vergeben. Da erscholl eine Stimme vom Himmel, dass es geschehe und er nicht mehr Pantaleon, sondern Panteleimon heißen solle, damit Name und Tat gleich seien. Als sie ihm den Kopf abgeschlagen hatten, floss aus seiner Wunde Milch statt Blut, und der Baum, an den sie ihn gebunden hatten, war auf einmal überladen von Früchten. Die Soldaten, die ihn am Ende verehrten und die er hatte drängen müssen, ihren Auftrag zu erfüllen, kehrten nicht wieder zum Kaiser zurück.

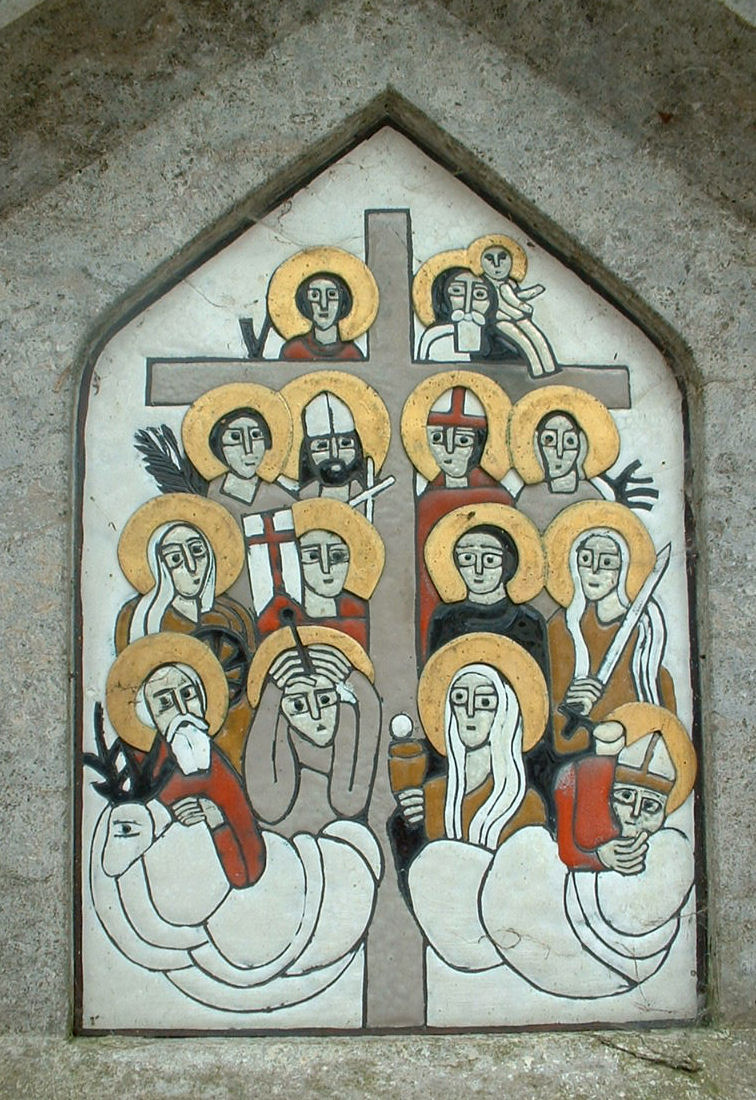
Die Vierzehn Nothelfer mit ihren Attributen. Pantaleon unten links am Fuß des Kreuzes mit an den Kopf genagelten Händen

## Verehrung
Die Verehrung des heiligen Pantaleon ist in der Ostkirche seit Ende des 4. Jahrhunderts belegt. Bereits Theodoret von Cyrus bezeugt eine Festfeier zu Ehren des heiligen Pantaleon und unter Justinian I. wurde zu seinem Gedenken in Konstantinopel erstmals eine Kirche geweiht. Ausgehend vom orientalischen Raum, in dem er die bedeutendste Devotion erfuhr, breitete sich sein Kult ab dem 8. Jahrhundert auch im Abendland aus. In Rom lässt sich seine Verehrung bereits um 708 nachweisen. Kultisches Zentrum und Ausgangspunkt der abendländischen Pantaleonsverehrung war jedoch Köln. Hier wurde im Jahre 866 das erste Pantaleon-Patrozinium auf ostfränkischem Boden errichtet, sodass davon ausgegangen werden kann, dass schon damals Reliquien des Heiligen nach Köln gelangt waren. In seiner Weltchronik behauptet der Benediktinermönch und Chronist Sigebert von Gembloux, dass erste Übertragungen von Pantaleonreliquien ins Frankenreich bereits im Jahre 802 erfolgt seien. Vieles spricht dafür, dass der Pantaleonskult aus dem gallo-fränkischen Raum ins Rheinland gelangt ist. Vermutlich sind diese ersten Reliquien, die für das Patrozinium des zu Ehren des heiligen Pantaleon errichteten Gotteshauses in Köln erforderlich waren, während des Normannensturms 881/882 verloren gegangen. Doch könnten im 10. Jahrhundert weitere Reliquienübertragungen als Geschenk des byzantinischen Kaisers Johannes I. Tzimiskes bei der Vermählung seiner Nichte Theophanu mit Kaiser Otto II. ins Römisch-Deutsche Reich gelangt sein. Als Erzbischof Brun von Köln, der Bruder Ottos I., um 955 bei der inzwischen stark baufällig gewordenen Kirche St. Pantaleon in Köln ein Benediktinerkloster gründete, erfuhr der Pantaleonskult einen Aufschwung. Außerdem war Kaiserin Theophanu, die diese neu gegründete, dem heiligen Pantaleon gewidmete Benediktinerabtei mit zahlreichen Schenkungen unterstützte, wohl sehr daran gelegen, die Verehrung eines Heiligen aus ihrer griechischen Heimat zu fördern. Da sowohl Theophanu als auch Klostergründer Brun auf eigenen Wunsch hin in der Krypta der nach dem heiligen Pantaleon benannten Kirche in Köln bestattet wurden, wurde die Verehrung des Heiligen zusätzlich gefördert. Von Köln aus verbreitete sich der Kult um den griechischen Märtyrer durch zahlreiche Reliquientranslationen im 11. und 12. Jahrhundert weiter, erfuhr nach einer erneuten Erhebung der Gebeine im Jahre 1208 einen Aufschwung und erreichte mit der Aufnahme des heiligen Pantaleon in die Gruppe der Vierzehn Nothelfer im 14. Jahrhundert seinen Höhepunkt.
Pantaleon gehört – wie Cosmas und Damian und wie Cyrus – zu einer Gruppe von Heiligen, die „heilige Geldverächter“ genannt werden, griechisch: Agioi Anárgyroi (Άγιοι Ανάργυροι), weil sie sich von ihren (armen) Patienten für ihre ärztlichen Dienste nicht entlohnen ließen.
Dargestellt wird der heilige Pantaleon oft in seiner Funktion als Arzt mit Salbbüchse und Arztbesteck als Attributen. So erscheint er bis heute auf dem Siegel der Medizinischen Fakultät der Universität zu Köln, das seit 1393 in Gebrauch ist. Daneben wird er auch mit einer Märtyrerpalme und an einen Ölbaum gefesselt gezeigt, seit dem 15. Jahrhundert auch mit auf den Kopf genagelten Händen.
Pantaleon gilt als Schutzpatron der Ärzte, Ammen und Hebammen und wird bei Kopfschmerzen, Auszehrung, Verlassenheit, Viehkrankheiten sowie bei Heuschreckenplagen um Hilfe angerufen.
Kirchen, die dem Heiligen geweiht wurden und seinen Namen tragen, gibt es in ganz Europa – neben Deutschland, Österreich und der Schweiz beispielsweise auch in Italien, Griechenland, Mazedonien, Tschechien, Serbien, Polen, Bulgarien, Frankreich, Belgien, Großbritannien und Estland sowie in Russland, Belarus und der Ukraine.
Sehr bekannt ist auch das jährliche Blutverflüssigungswunder einer Pantaleon zugeordneten Blutreliquie jeweils am Vorabend des 27. Juli im Fleischwerdungskloster in Madrid, das zu den touristischen Höhepunkten der Stadt gezählt wird.

## Literarische Bearbeitung
- Die um 1270 verfasste Verslegende Pantaleon von Konrad von Würzburg (Textausgabe: Pantaleon. Bereinigter diplomatischer Abdruck und Übersetzung. Hrsg., übersetzt und mit einem Nachwort versehen von Thomas Neukirchen. Erich Schmidt Verlag, Berlin 2008 (Texte des späten Mittelalters und der frühen Neuzeit, Band 45). ISBN 978-3-503-09848-4.)